# Lijst van Agave-soorten
Dit is een lijst van Agave-soorten.

## A
- Agave aboriginum
- Agave abortiva
- Agave abrupta
- Agave acicularis
- Agave acklinicola
- Agave affinis

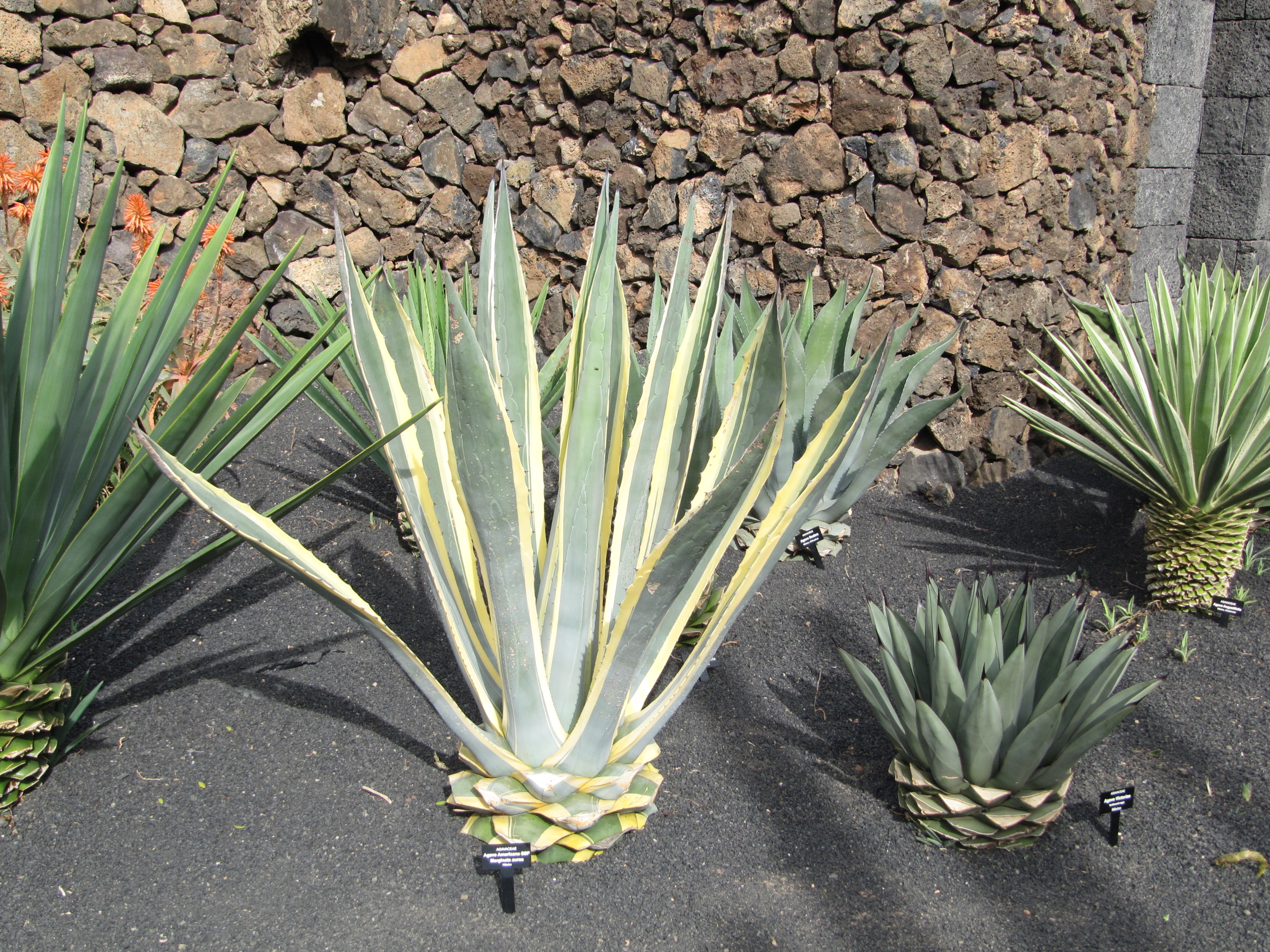
Agave americana marginata

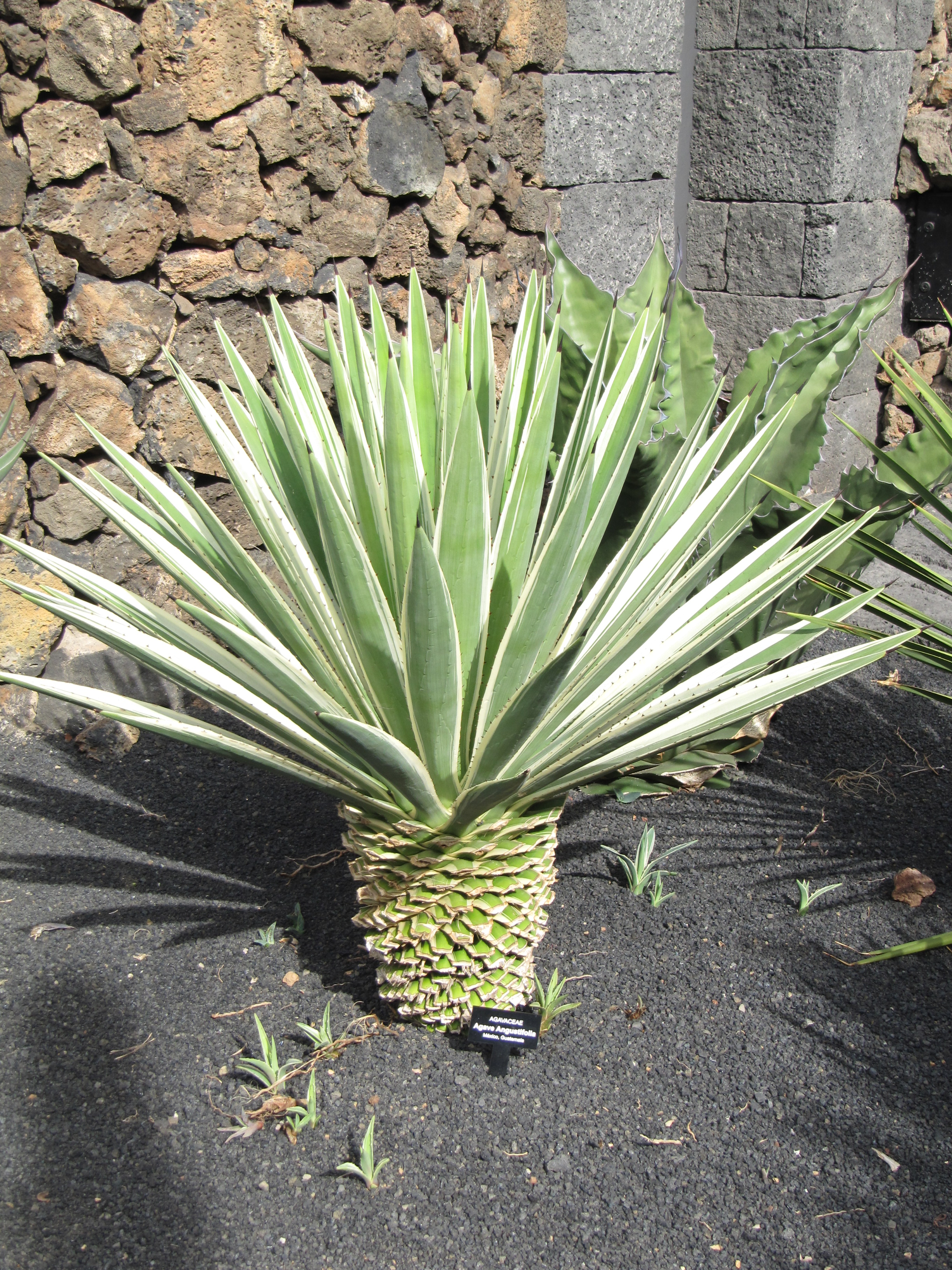
Agave angustifolia

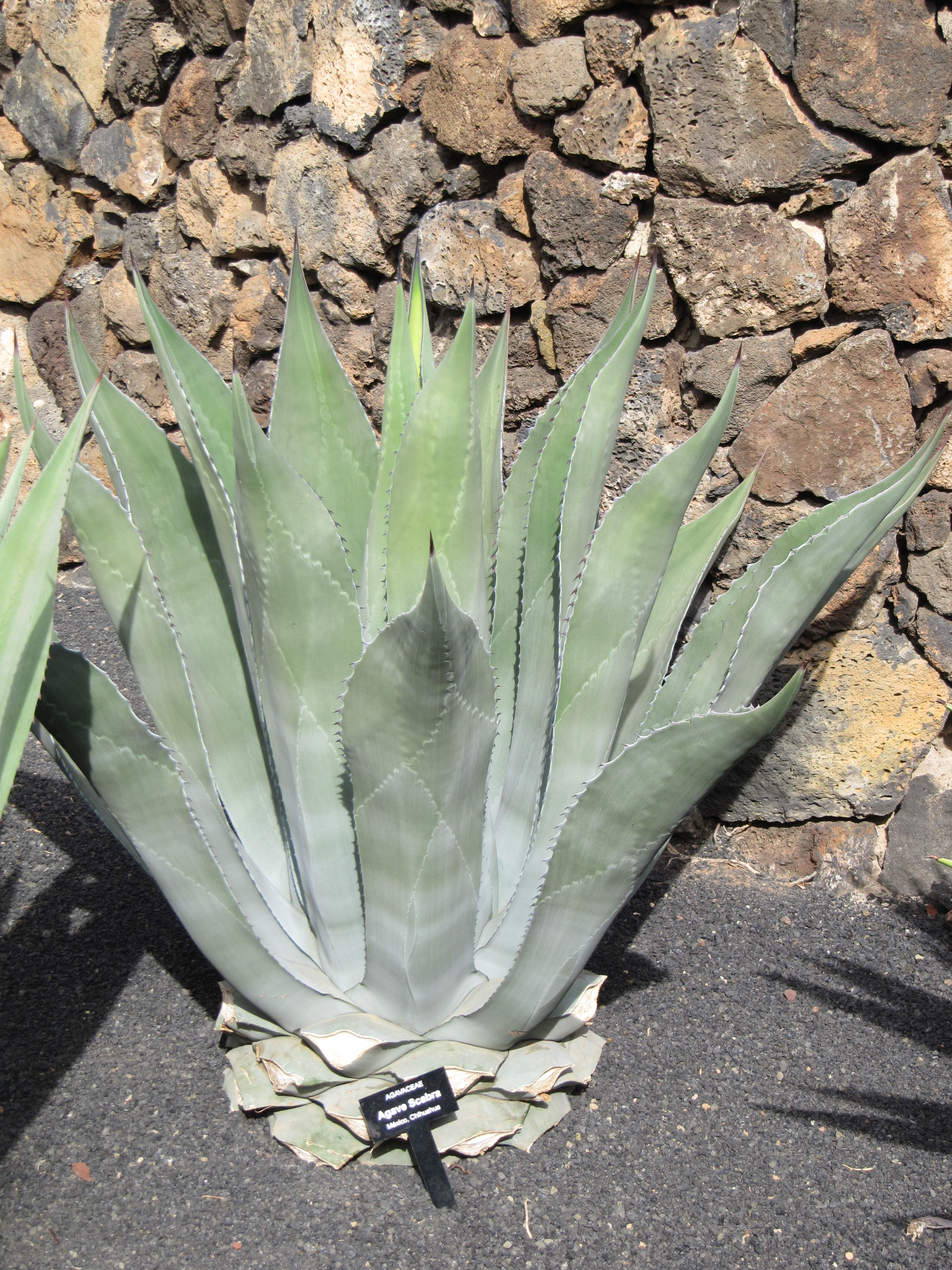
Agave asperrima (scabra)

- Agave × ajoensis = Agave schottii var. schottii × Agave deserti var. simplex
- Agave aktites
- Agave albescens
- Agave albomarginata
- Agave alibertii
- Agave aloides
- Agave amaniensis
- Agave americana L. – Honderdjarige aloë
  - Agave americana var. americana
  - Agave americana var. expansa
  - Agave americana var. latifolia
  - Agave americana var. marginata
  - Agave americana var. medio-picta
  - Agave americana var. oaxacensis
  - Agave americana var. striata
  - Agave americana ssp. protamericana
- Agave angustiarum
- Agave angustifolia Haw.
- Agave angustissima
- Agave anomala
- Agave antillarum
  - Agave antillarum var. grammontensis
- Agave applanata
- Agave arizonica Gentry & J.H. Weber
- Agave arubensis (bekend als Cuco di indjan in Aruba)
- Agave aspera
- Agave asperrima Jacobi (syn. Agave scabra)
- Agave atrovirens
- Agave atrovirens var. mirabilis
- Agave attenuata – Vossenstaartagave
- Agave aurea
- Agave avellanidens

## B

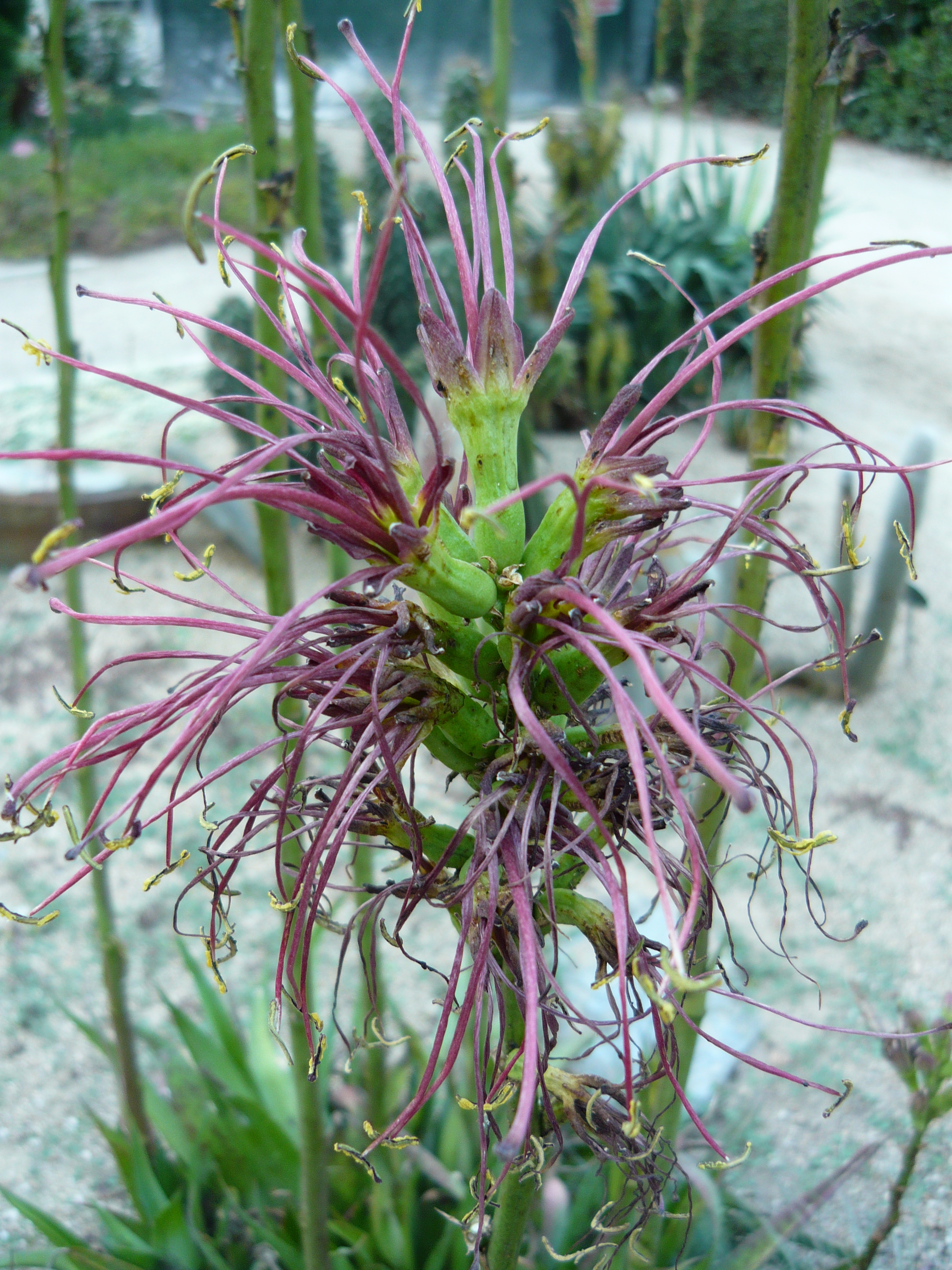
Agave brachystachys (pubescens)

- Agave bahamana
- Agave bakeri
- Agave banlan
- Agave barbadensis
- Agave baxteri
- Agave bergeri
- Agave bernhardi
- Agave boldinghiana
- Agave bollii
- Agave botterii
- Agave bouchei
- Agave bourgaei
- Agave bovicornuta
- Agave braceana
- Agave brachystachys
- Agave bracteosa
- Agave brandegeei
- Agave brauniana
- Agave breedlovei
- Agave brevipetala
- Agave breviscapa
- Agave brevispina
- Agave brittonia
- Agave bromeliaefolia
- Agave brunnea
- Agave bulbifera

## C
- Agave cacozela
- Agave cajalbanensis
- Agave calderoni
- Agave calodonta
- Agave campanulata
- Agave cantala Roxb.
- Agave cantula
- Agave capensis
- Agave carchariodonta
- Agave caribaea
- Agave caribiicola
- Agave carminis
- Agave caroli-schmidtii

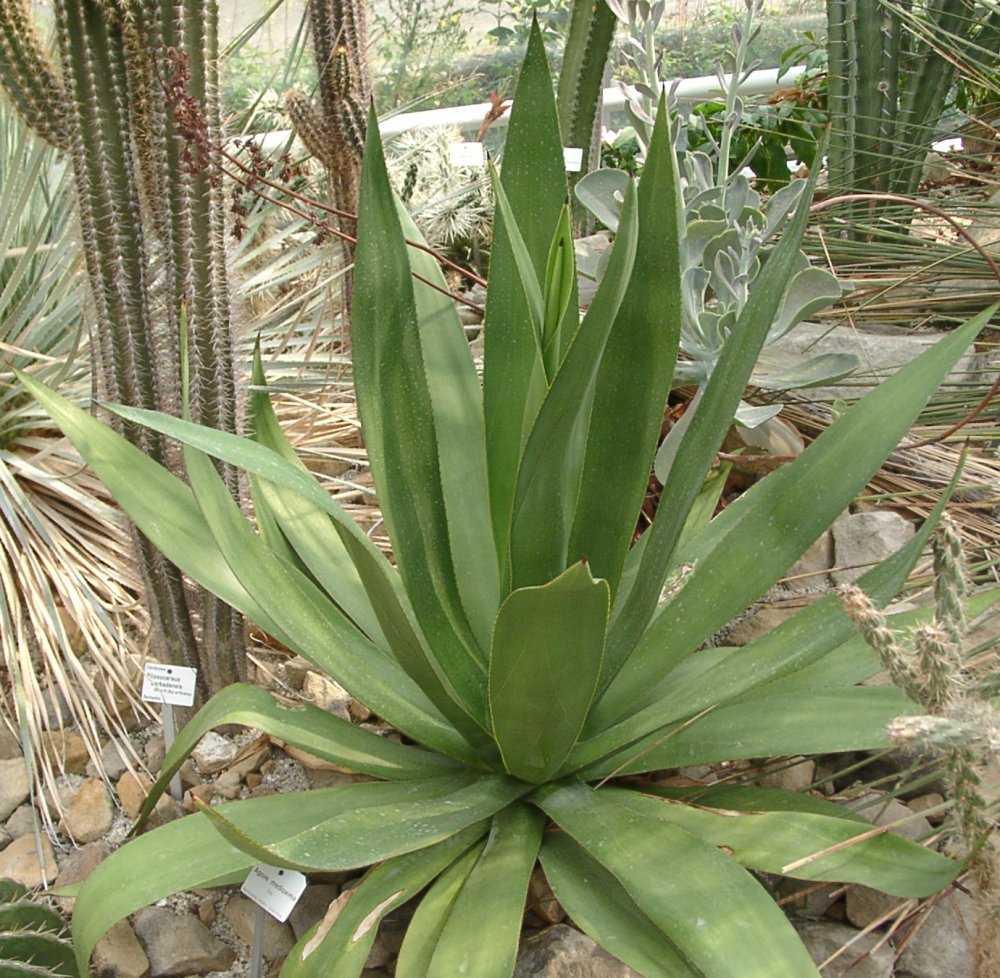
Agave caribiicola/medioxima

- Agave caymanensis (bekend als Corato in de Kaaimaneilanden)
- Agave celsii
- Agave cernua
- Agave cerulata
  - Agave cerulata ssp. subcerulata
- Agave chiapensis (syn. Agave polyacantha)
- Agave chihuahuana
- Agave chinensis
- Agave chisosensis
- Agave chloracantha
- Agave chrysantha Peebles
- Agave chrysoglossa
- Agave coccinea
- Agave cocui
- Agave coespitosa
- Agave colimana
- Agave collina
- Agave colorata
- Agave compacta
- Agave complicata
- Agave compluviata
- Agave concinna
- Agave congesta
- Agave conjuncta
- Agave connochaetodon
- Agave consociata
- Agave convallis
- Agave corderoyi
- Agave costaricana
- Agave cucullata
- Agave cundinamarcensis
- Agave cupreata

## D
- Agave dasyliriodes
- Agave datylio
- Agave davilloni
- Agave de-meesteriana
- Agave dealbata
- Agave deamiana
- Agave debilis
- Agave decaisneana
- Agave decipiens Baker
- Agave delamateri W.C. Hodgson & L. Slauson
- Agave densiflora
- Agave dentiens
- Agave deserti Engelm.
  - Agave deserti ssp. simplex
- Agave desmettiana Jacobi (syn. A. miradorensis)
- Agave diacantha
- Agave difformis
- Agave disceptata
- Agave disjuncta
- Agave dissimulans
- Agave donnell-smithii
- Agave durangensis
- Agave dussiana

## E
- Agave eborispina
- Agave echinoïdes
- Agave eduardi
- Agave eggersiana Trel.
- Agave ehrenbergii
- Agave eichlami
- Agave ekmani
- Agave elizae
- Agave ellemeetiana
- Agave endlichiana
- Agave engelmanni
- Agave entea
- Agave erosa
- Agave evadens
- Agave excelsa
- Agave expatriata

## F
- Agave falcata
  - Agave falcata var. espadina
  - Agave falcata var. microcarpa
- Agave felgeri – Mescalito
- Agave felina
- Agave fenzliana
- Agave ferdinandi-regis
- Agave filifera
  - Agave filifera subsp. microceps
- Agave flaccida
- Agave flaccifolia
- Agave flavovirens
- Agave flexispina
- Agave fortiflora
- Agave fourcroydes Lemaire
  - Agave fourcroydes var. espiculata
- Agave fragrantissima
- Agave franceschiana
- Agave franzosinii
- Agave friderici
- Agave funifera

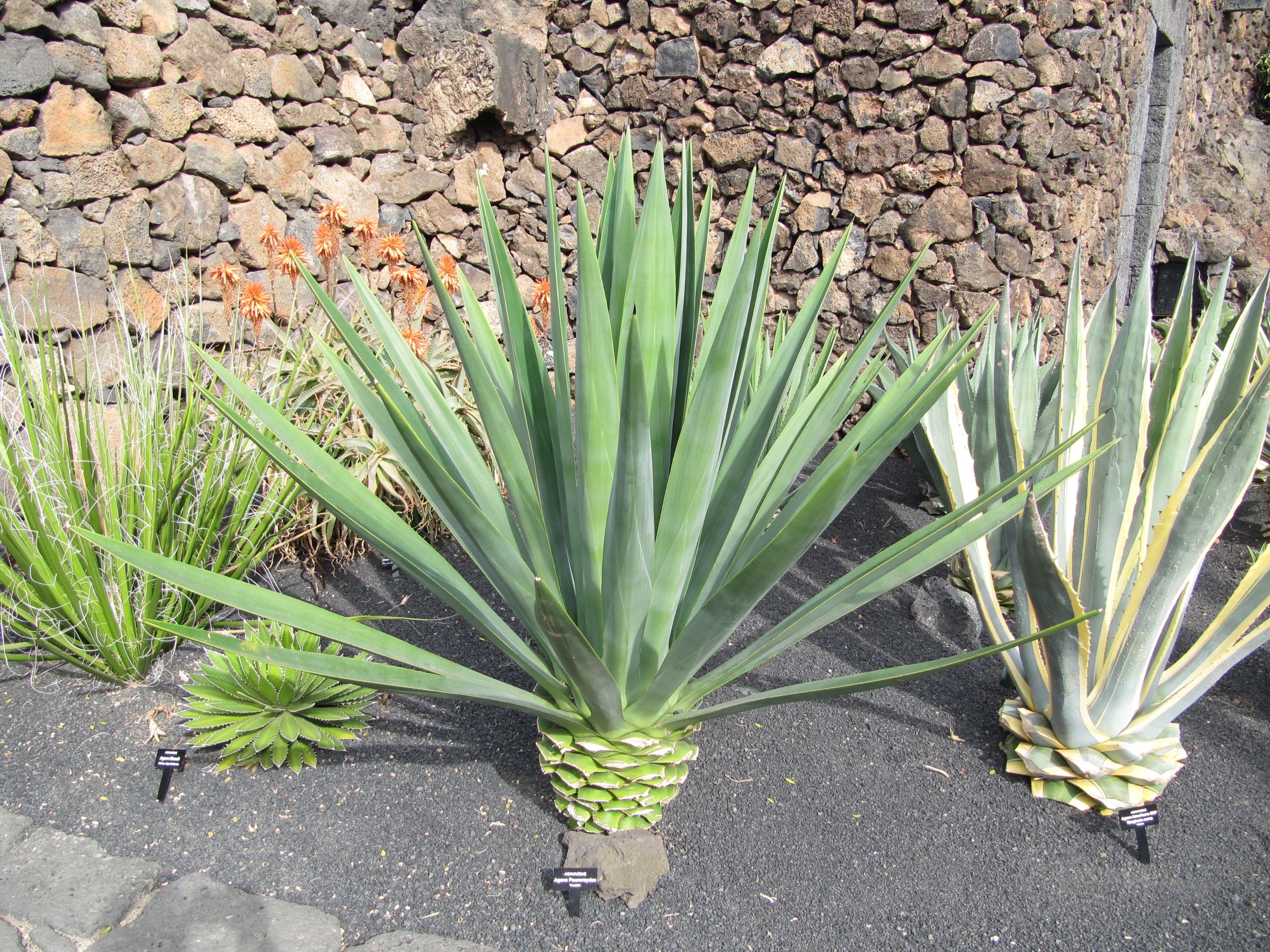
Agave fourcroydes

- Agave funkiana (syn. Agave lophanta)

## G
- Agave galeottei
- Agave garciae-mendozae
- Agave geminiflora
  - Agave geminiflora var. filifera
- Agave gentryi
- Agave ghiesbrechtii
- Agave gigantesis
- Agave glabra
- Agave glaucescens
- Agave goeppertiana

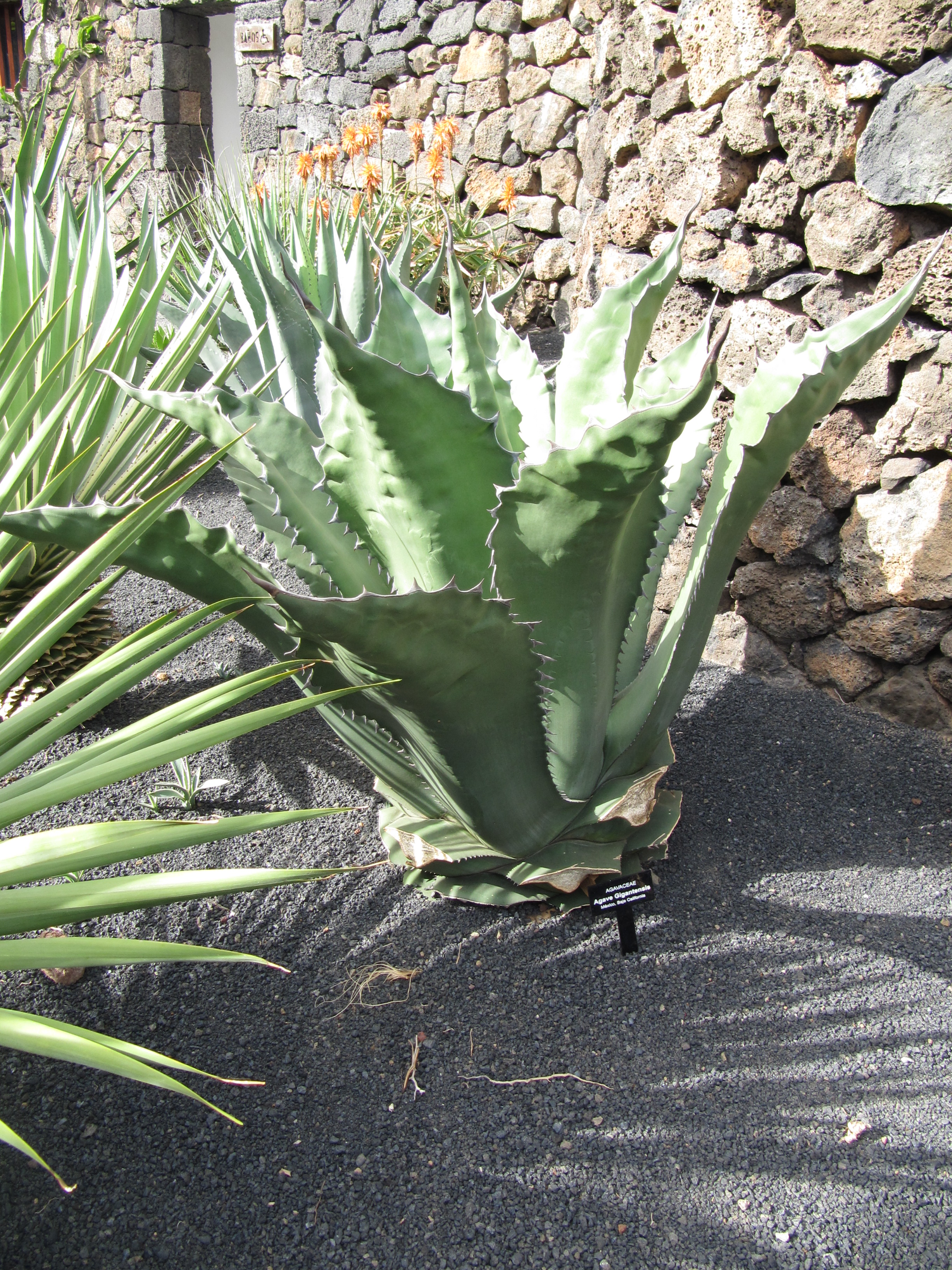
Agave gigantesis

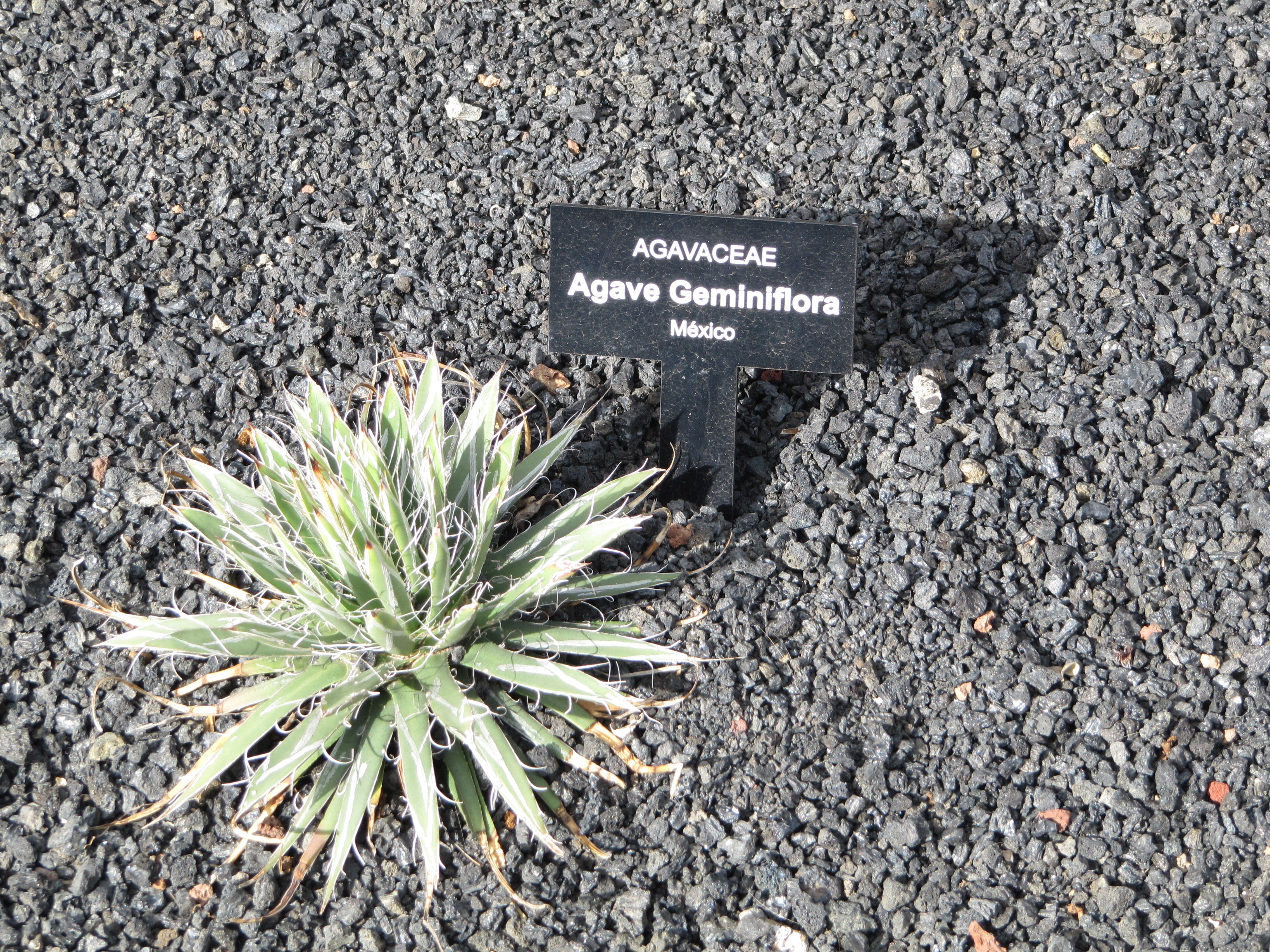
Agave geminiflora

- Agave glomeruliflora (Engelm.) A.Berger
- Agave gracilipes Trel.
- Agave gracilis
- Agave grandibracteata
- Agave granulosa
- Agave grenadina
- Agave grijalvensis
- Agave grisea
- Agave guadalajarana
- Agave guatemalensis
- Agave guedeneyri
- Agave guiengola
- Agave gutierreziana
- Agave guttata
- Agave gypsophila

## H
- Agave hanburii
- Agave harrisii
- Agave hartmani
- Agave haseloffii
- Agave hauniensis
- Agave havardiana Trel.
- Agave haynaldi
- Agave henriquesii
- Agave hexapetala
- Agave hiemiflora
- Agave hookeri
- Agave horizontalis
- Agave horrida
- Agave houghii

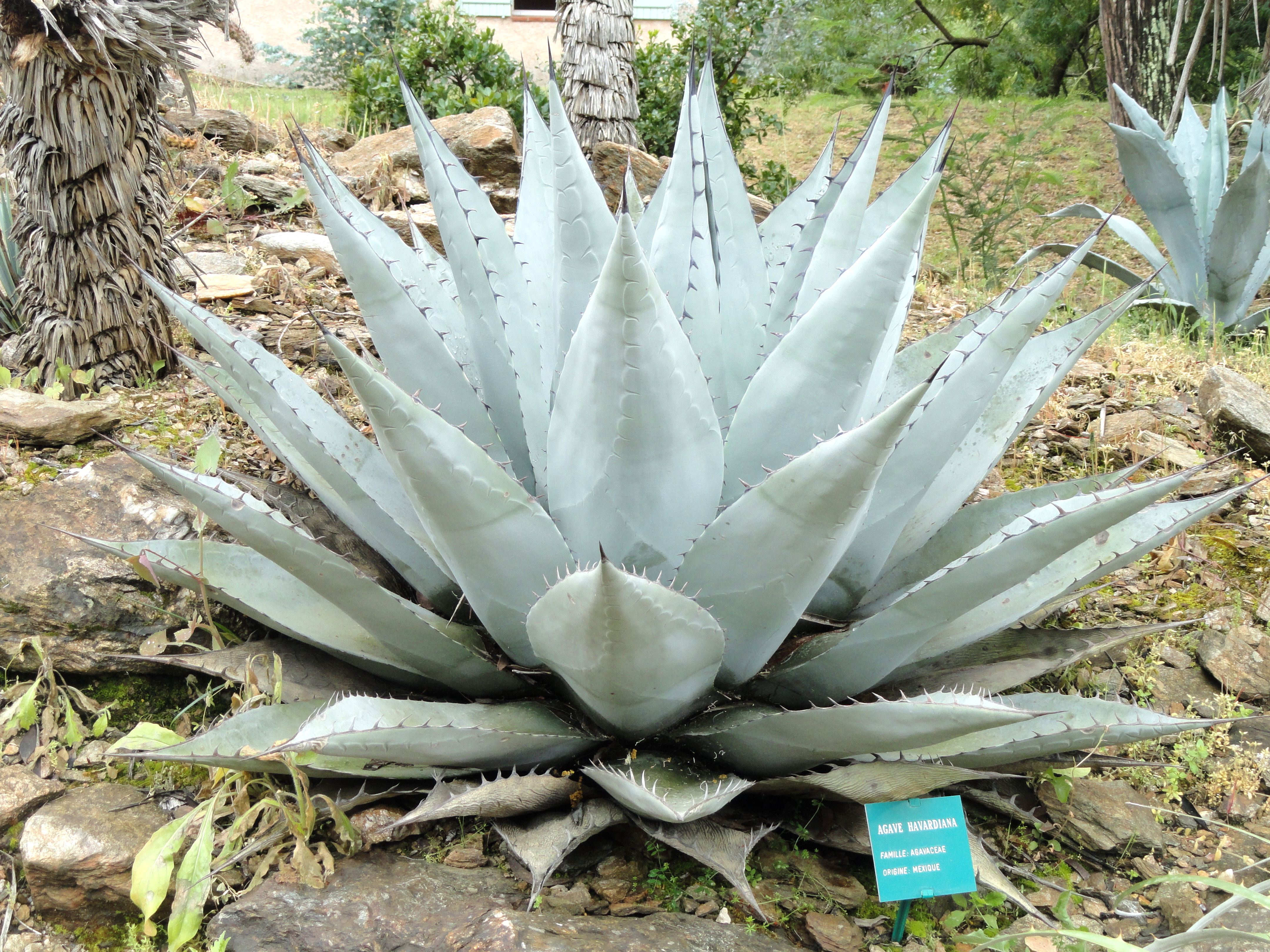
Agave havardiana

- Agave huachucaensis = Agave parryi var. huachucensis
- Agave huehueteca
- Agave humboldtiana
- Agave hurteri

## I

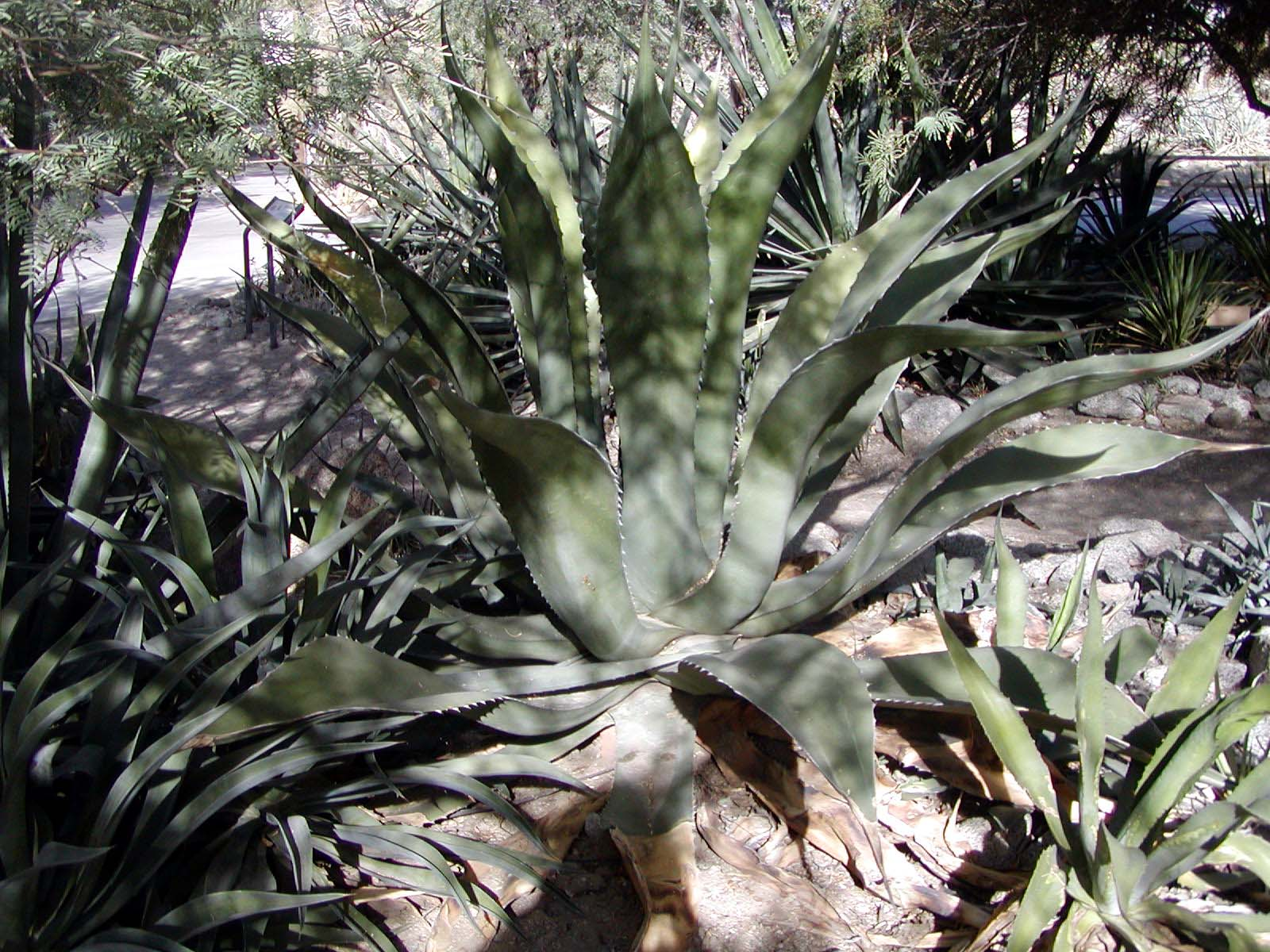
Agave inaguensis

- Agave impressa
- Agave inaequidens
- Agave inaguensis
- Agave indagatorum
- Agave ingens
- Agave inopinabilis
- Agave integrifolia
- Agave intermixta
- Agave intrepida
- Agave isthmensis

## J
- Agave jaiboli
- Agave jarucoensis

## K
- Agave karatto
- Agave kellermaniana
- Agave kerchovei
- Agave kewensis
- Agave kirchneriana

## L
- Agave lagunae
- Agave langlassei
- Agave laticincta
- Agave latifolia
- Agave laurentiana
- Agave laxa
- Agave laxifolia

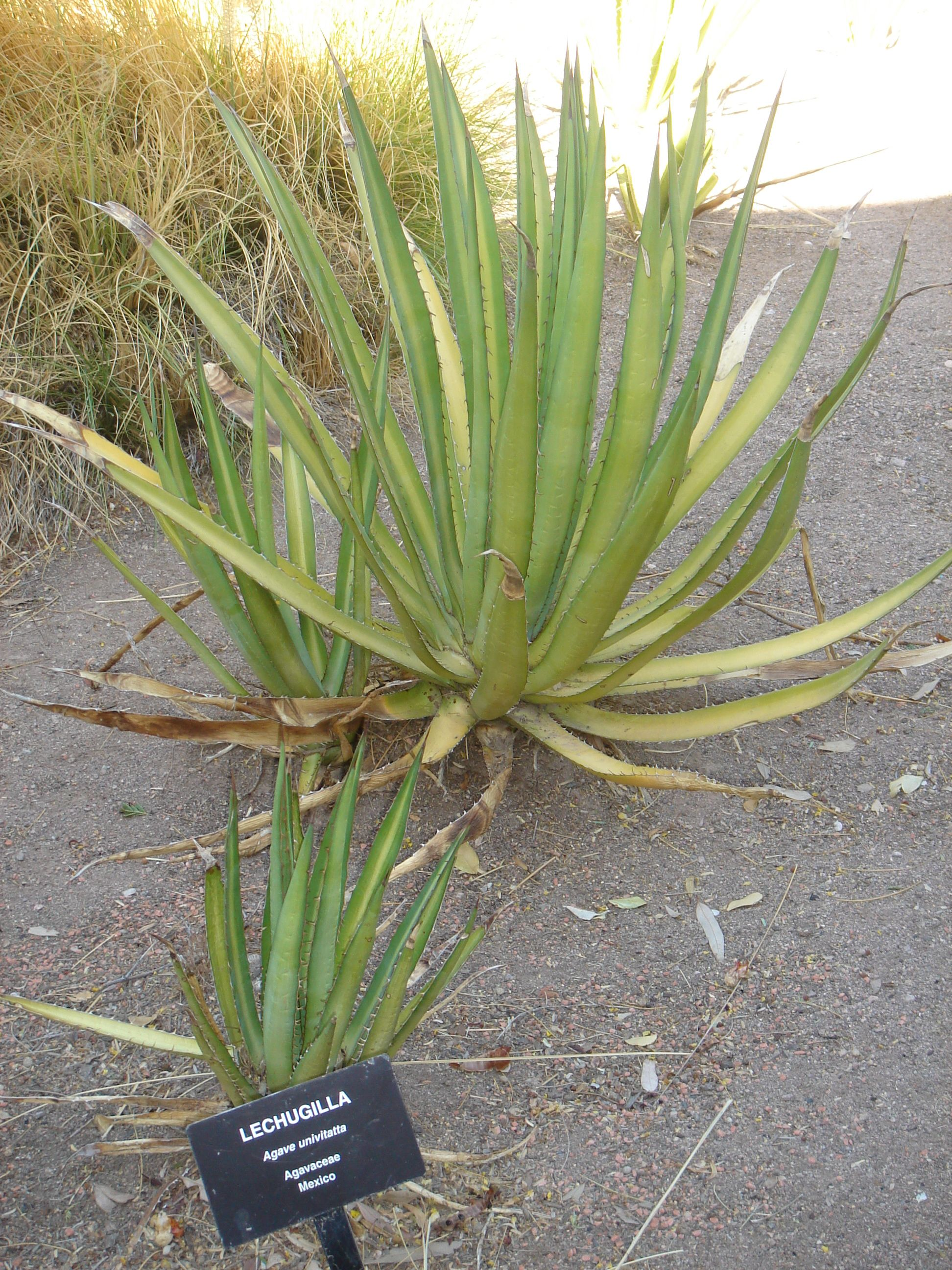
Agave lechuguilla

- Agave lechuguilla Torr. (syn. Agave heteracantha)
- Agave lemairei
- Agave lempana
- Agave lespinassei
- Agave lindleyi
- Agave littaeaoides
- Agave longipes
- Agave longisepala
- Agave lophantha Schiede
- Agave lurida

## M
- Agave macrantha
- Agave macroculmis (= Agave gentryi)
- Agave maculata
- Agave madagascariensis
- Agave mapisaga
- Agave margaritae
- Agave marmorata
- Agave martiana
- Agave maximiliana
- Agave maximowicziana
- Agave mayoensis
- Agave mckelveyana Gentry
- Agave medioxima
- Agave megalacantha
- Agave melanacantha
- Agave melliflua
- Agave mexicana
- Agave micracantha
- Agave millspaughii
- Agave minarum

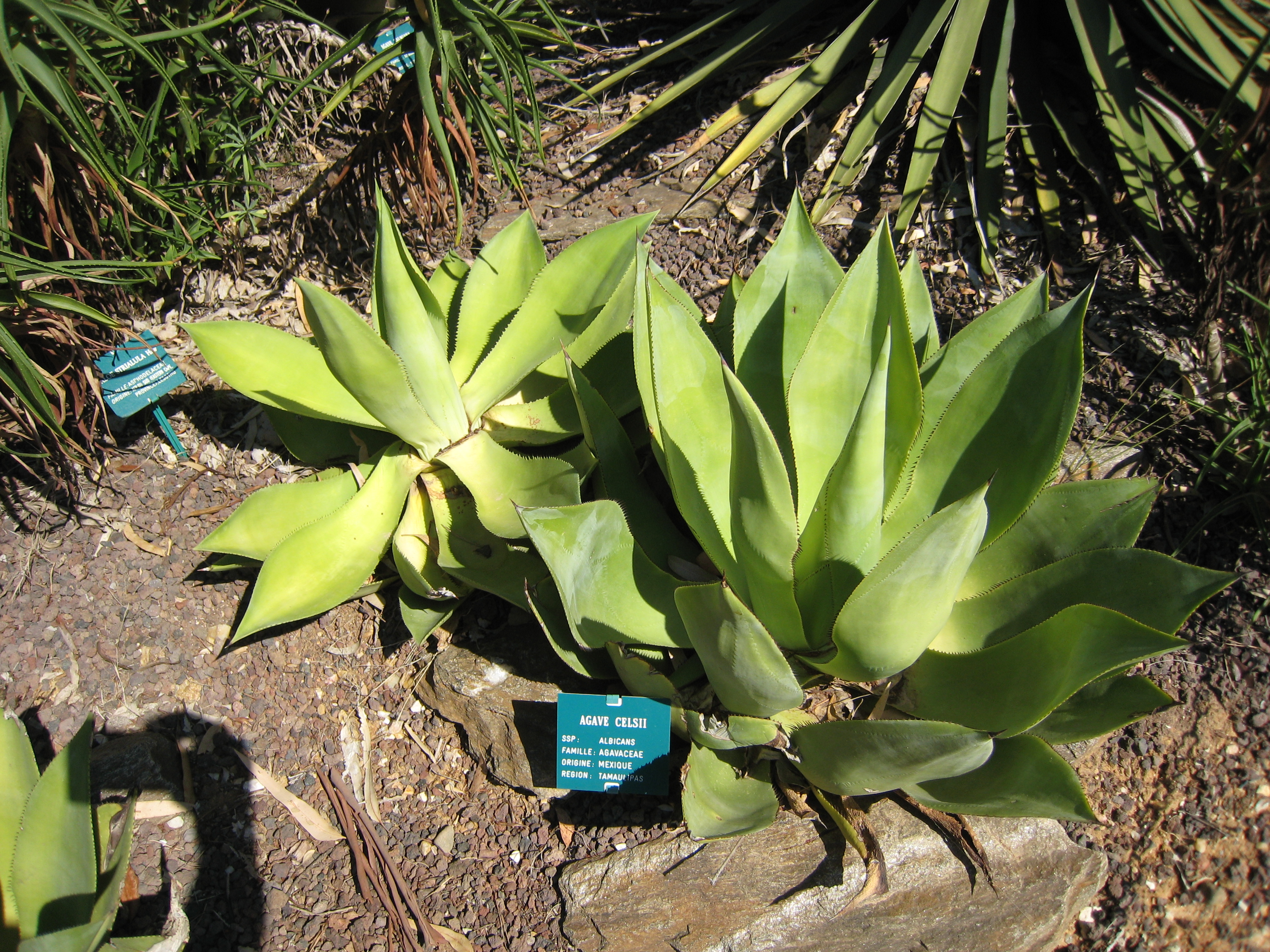
Agave mitis

- Agave mirabilis zie Agave atrovirens var. mirabilis
- Agave missionum Trel.
- Agave mitis
- Agave monostachya
- Agave montana
- Agave montserratensis
- Agave moranii
- Agave morrisii
- Agave muilmanni
- Agave mulfordiana
- Agave multifilifera
- Agave multiflora
- Agave multilineata
- Agave murpheyi F. Gibson

## N
- Agave nashii
- Agave nayaritensis
- Agave neglecta Small
- Agave nelsoni
- Agave nevadensis
- Agave nevidis
- Agave newberyi
- Agave nickelsi
- Agave nigra
- Agave nissoni
- Agave nizandensis'
- Agave noli-tangere

## O
- Agave obducta
- Agave oblongata
- Agave obscura
- Agave ocahui
  - Agave ocahui var. longifolia
- Agave offoyana
- Agave oligophylla
- Agave oliverana
- Agave opacidens
- Agave orcuttiana
- Agave ornithobroma
- Agave oroensis
- Agave ovatifolia
- Agave oweni

## P
- Agave pachyacantha
- Agave pachycentra
- Agave pacifica
- Agave pallida
- Agave palmaris
- Agave palmeri Engelm.
- Agave pampaniniana
- Agave panamana
- Agave papyriocarpa
- Agave parryi Engelm.
  - Agave parryi var. truncata
- Agave parvidentata
- Agave parviflora Torr.

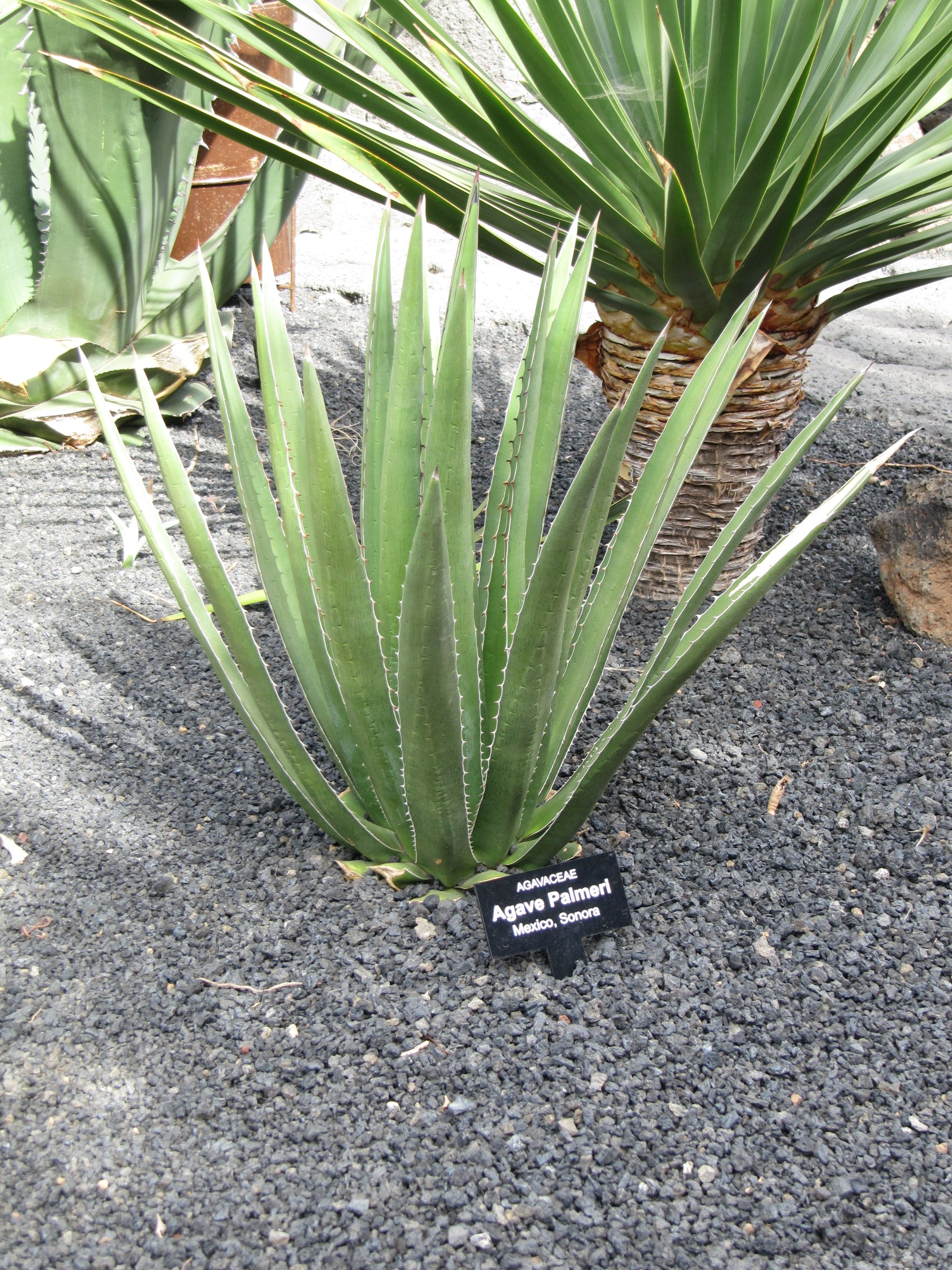
Agave palmeri

  - Agave parviflora subsp. flexiflora
- Agave patonii
- Agave paucifolia
- Agave paupera
- Agave pavoliniana
- Agave peacockii
- Agave pedrosana
- Agave pedunculifera
- Agave pelona
- Agave perplexans
- Agave pes-mulae
- Agave petiolata
- Agave petrophila
- Agave phillipsiana
- Agave picta
- Agave planera
- Agave polianthiflora
- Agave polianthoides
- Agave portoricensis Trel.
- Agave potatorum
- Agave potosina
- Agave potrerana
- Agave prainiana
- Agave promontorii
- Agave prostrata
- Agave protuberans
- Agave pruinosa
- Agave pseudotequilana
- Agave pugioniformis
- Agave pulcherrima
- Agave pulchra
- Agave pumila
- Agave punctata
- Agave purpurea
- Agave purpusorum
- Agave pygmae

## Q
- Agave quadrata
- Agave quiotifera

## R
- Agave ragusae
- Agave rasconensis
- Agave regia
- Agave revoluta
- Agave rhodacantha
- Agave rigida
- Agave roezliana
- Agave rudis
- Agave rupicola
  - Agave rupicola var. brevifolia
  - Agave rupicola var. longifolia
  - Agave rupicola var. rubridentata
- Agave rutteniae
- Agave rzedowskiana

## S
- Agave salmdyckii

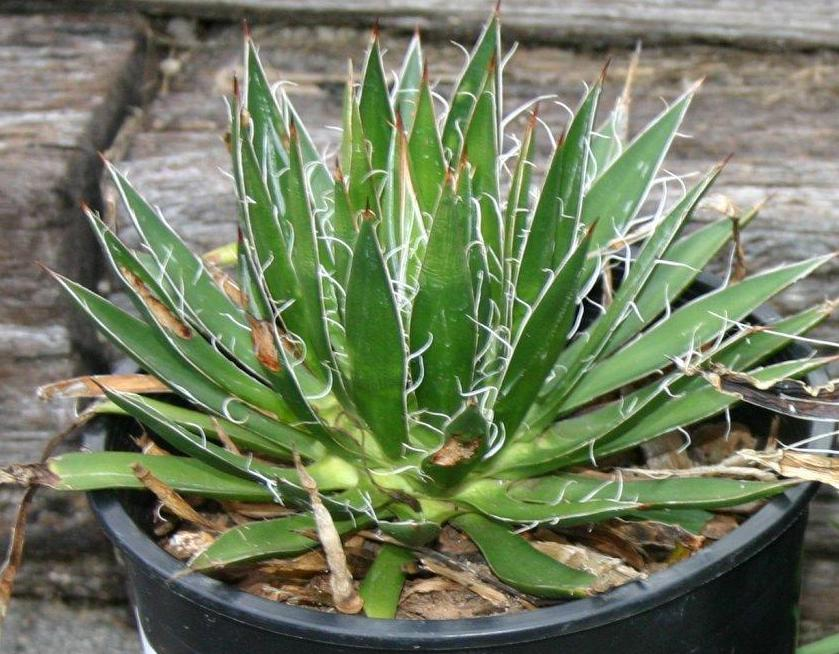
Agave schidigera

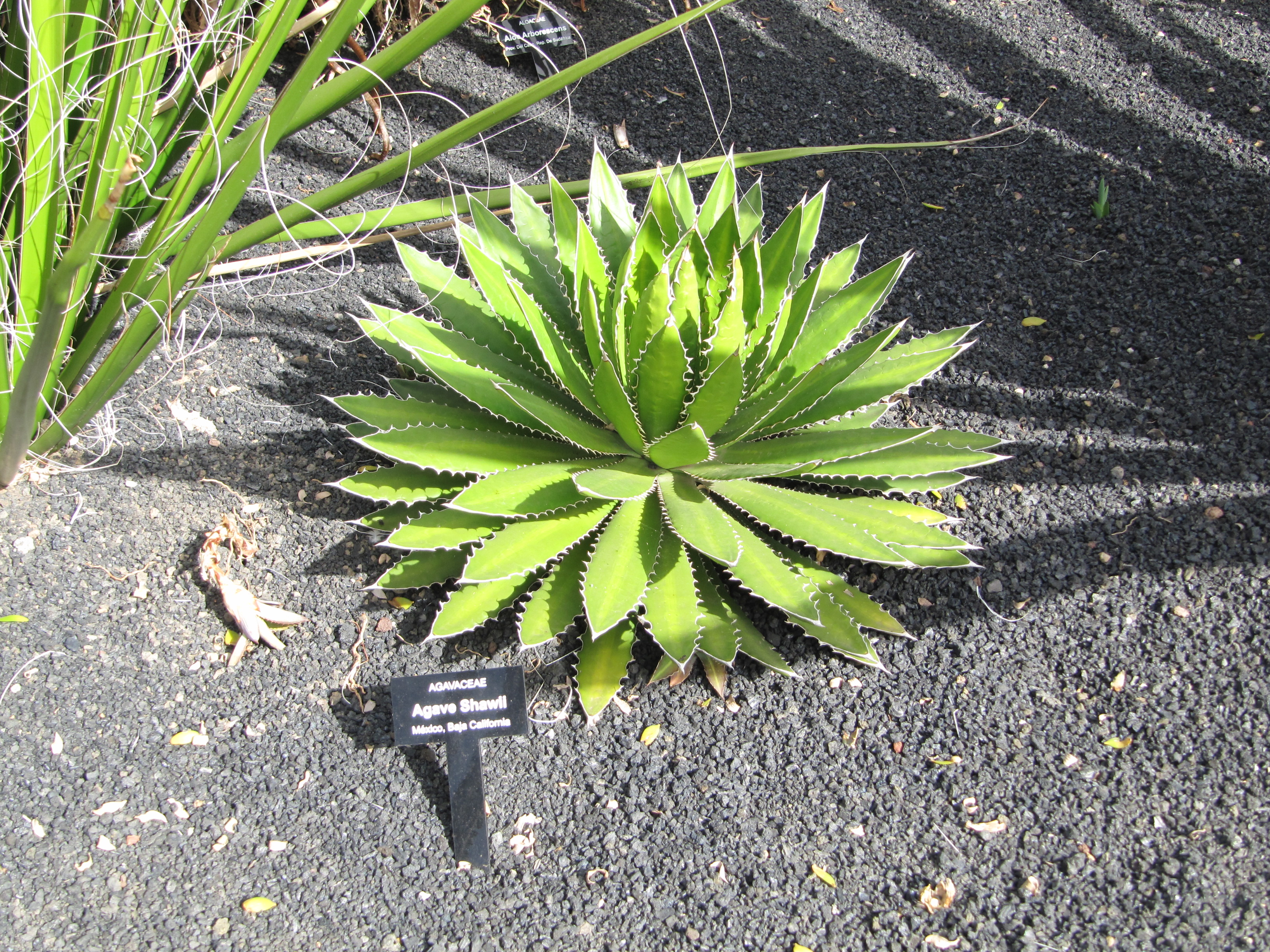
Agave shawii

- Agave salmiana (syn. Agave atrovirens)
  - Agave salmiana var. angustifolia
  - Agave salmiana var. cochlearis
  - Agave salmiana var. ferox
- Agave samalana
- Agave sartorii
- Agave scaphoidea
- Agave scaposa
- Agave scheuermaniana
- Agave schildigera
- Agave schneideriana
- Agave schottii Engelm.
  - Agave schottii var. serrulata
- Agave scolymus
  - Agave scolymus var. polymorpha
- Agave sebastiana
- Agave seemanniana
  - Agave seemanniana var. perscabra
- Agave serrulata
- Agave sessiliflora
- Agave shaferi
- Agave shawii Engelm.
- Agave shrevei
  - Agave shrevei ssp. magna
  - Agave shrevei ssp. matapensis
- Agave sicaefolia
- Agave simoni
- Agave sisalana Perrine (syn. Furcraea sisaliana)
- Agave sleviniana
- Agave smithiana
- Agave sobolifera
  - Agave sobolifera f. spinidentata
- Agave sobria
  - Agave sobria ssp. frailensis
- Agave sordida
- Agave striata
  - Agave striata var. mesae
- Agave stricta
- Agave stringens
- Agave subinermis
- Agave subsimplex
- Agave subtilis
- Agave subzonata
- Agave sullivani

## T
- Agave tecta
- Agave tenuifolia
- Agave tenuispina
- Agave teopiscana
- Agave tequilana A. Weber
- Agave terraccianoi
- Agave theometel
- Agave thomasae
- Agave thomsoniana
- Agave tigrina
- Agave titanota
- Agave todaroi
- Agave toneliana
- Agave tortispina
- Agave toumeyana Trel.
  - Agave toumeyana var. bella
- Agave trankeera
- Agave troubetskoyana
- Agave tubulata
  - Agave tubulata ssp. brevituba

## U
- Agave underwoodii
- Agave unguiculata
- Agave utahensis Engelm. – Utah Agave
  - Agave utahensis var. discreta
  - Agave utahensis var. nevadensis

## V
- Agave van-grolae
- Agave vandervinneni
- Agave ventum-versa
- Agave vera-cruz
- Agave vernae
- Agave verschaffeltii
- Agave vestita
- Agave vicina
- Agave victoriae-reginae

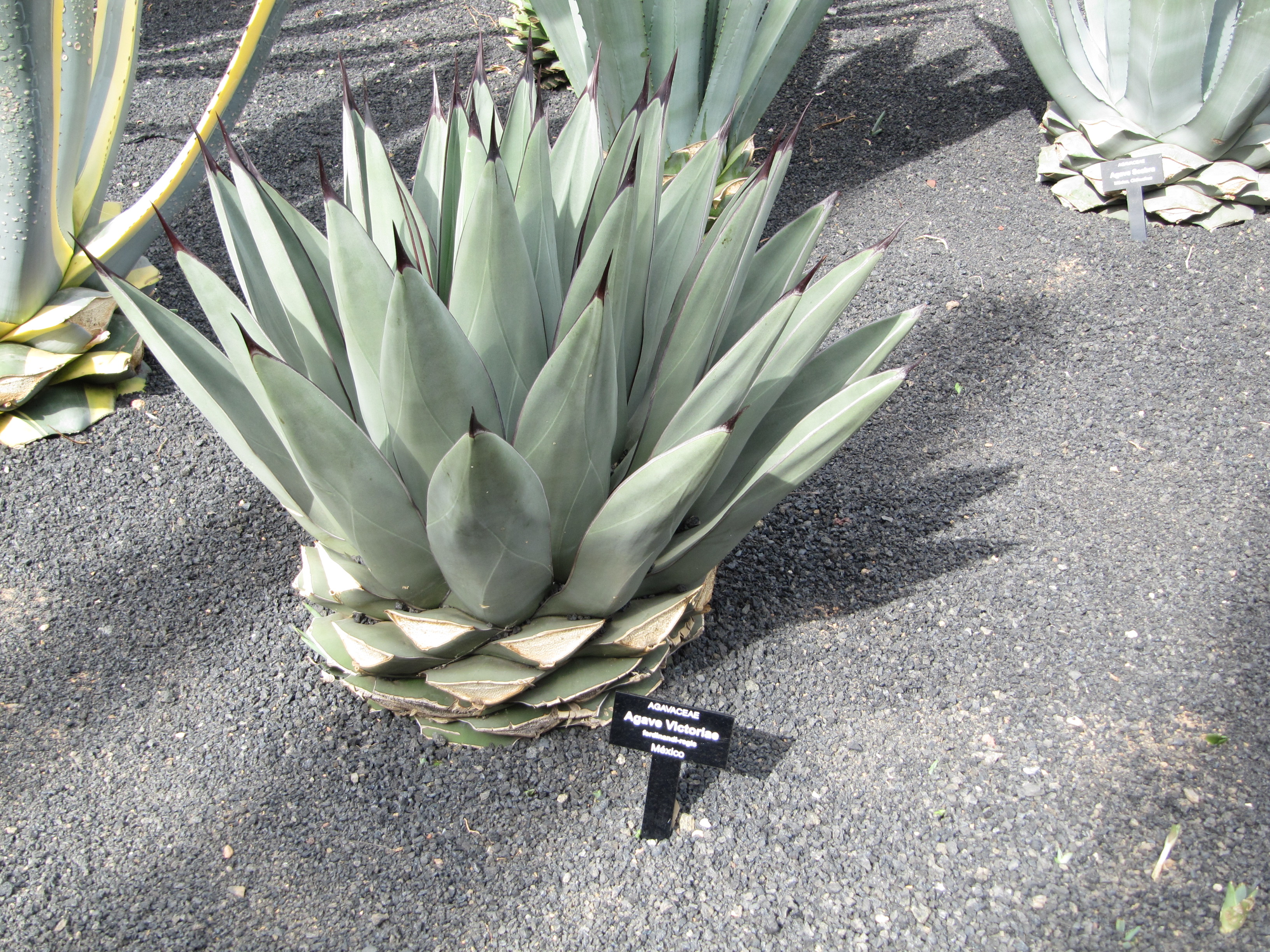
Agave victoriae

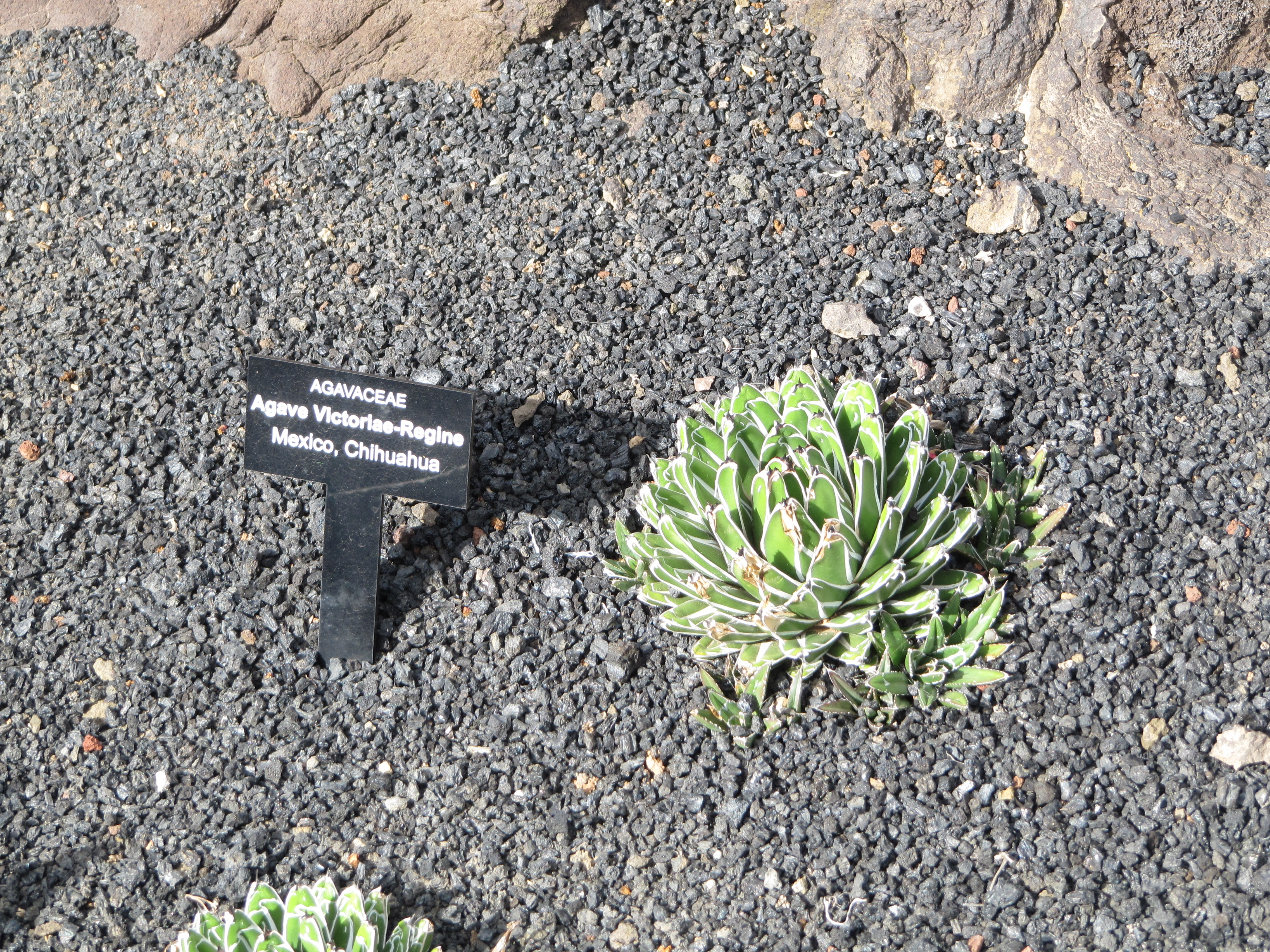
Agave victoriae-reginae

  - Agave victoriae-reginae f. dentata
  - Agave victoriae-reginae f. latifolia
  - Agave victoriae-reginae f. longifolia
  - Agave victoriae-reginae f. longispina
  - Agave victoriae-reginae f. ornata
  - Agave victoriae-reginae f. stolonifera
  - Agave victoriae-reginae f. viridis
  - Agave victoriae-reginae ssp. swobodae
- Agave vilmoriniana A.Berger
- Agave viridissima
- Agave vivipara
  - Agave vivipara var. cabaiensis
  - Agave vivipara var. cuebensis
- Agave vizcainoensis

## W
- Agave wallisii
- Agave warelliana
- Agave washingtonensis
- Agave watsonii
- Agave weberi Cels ex J.Poiss.
- Agave weingartii
- Agave wendtii
- Agave wercklei
- Agave wiesenbergensis
- Agave wightii
- Agave wildingii
- Agave winteriana
- Agave wislizeni
- Agave wocomahi
- Agave woodrowii
- Agave wrightii

## X-Z

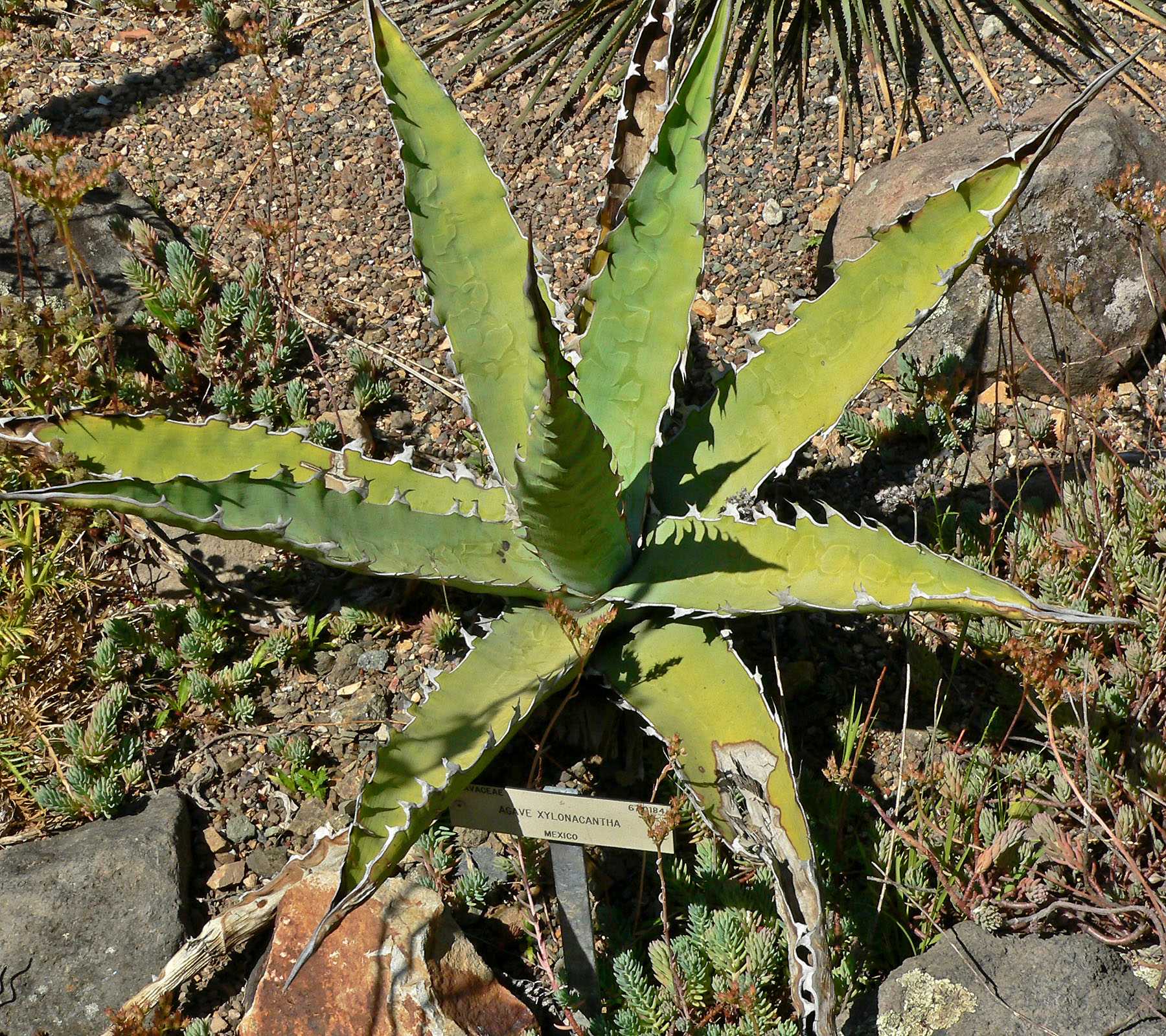
Agave xylonacantha

- Agave xylonacantha Salm-Dyck
- Agave yaquiana
- Agave yuccaefolia
  - Agave yuccifolia var. caespitosa
- Agave zapupe
- Agave zebra
- Agave zonata
- Agave zuccarinii